# Коваленко Олексій Сергійович
Олексій Сергійович Коваленко (1891, тепер Російська Федерація — розстріляний 2 грудня 1937) — український радянський діяч, відповідальний секретар Могилів-Подільського і Уманського окружних комітетів КП(б)У, 1-й секретар Краматорського міського комітету КП(б)У. Кандидат у члени ЦК КП(б)У в червні 1930 — січні 1932 р. і січні 1934 — травні 1937 р. Член ЦК КП(б)У в січні 1932 — січні 1934 р.

## Біографія
Народився в українській родині переселенців у Сибіру.
Член РСДРП(б) з листопада 1917 року.
У 1928 — грудні 1929 року — відповідальний секретар Могилів-Подільського окружного комітету КП(б)У.
У грудні 1929 — серпні 1930 року — відповідальний секретар Уманського окружного комітету КП(б)У.
З серпня 1930 року — завідувач сектору організаційно-інструкторського відділу ЦК КП(б)У.
З лютого 1932 до 1933 року — 3-й секретар Одеського обласного комітету КП(б)У.
На 1934 рік — на партійній роботі в Донбасі. Працював партійним організатор КП(б)У шахти № 30 Донецької області.
До червня 1937 року — 1-й секретар Краматорського міського комітету КП(б)У Донецької області.
14 червня 1937 року заарештований органами НКВС. Розстріляний. Посмертно реабілітований.